# Myxotrichum
Myxotrichum (teleomorfe vorm), Oidiodendron (anamorfe vorm) is een geslacht van schimmels, dat behoort tot de ascomyceten. Het geslacht omvat negen soorten. De schimmels van dit geslacht komen buiten voor in de grond. Binnenshuis komen ze voor in papier, op vochtige wanden, vochtige tapijten en rottende materialen.

## Ongeslachtelijke stadium
Eerst worden bij de thallish arthrische conidiogenese in de fertiele hyfen de septa gevormd. Vervolgens worden op onregelmatige afstanden dubbelen afscheidingswanden gevormd. De zo ontstaande individuele cellen scheiden zich op een schizolytisch genoemde wijze van elkaar af en beginnen zich te differentiëren, zodat een keten van korte cilindervormige, < 6 μm lange arthroconidiën ontstaat, die gelijktijdig met elkaar verbonden lijken te zijn. Deze hyfen zitten bovenop, rechte, door melanine bruingekleurde  conidioforen, die gewoonlijk 5 – 500 μm lang zijn. Sommige soorten wijken echter hiervan af. Oidiodendron myxotrichoides produceert fertiele hyfen op de bruingekleurde vertakkingen van een netvormig conidiomatum. Oidiodendron hughesii, O. muniellense en O. setiferum hebben bruingekleurde aanhangsels rondom de conidiale massa van de conidiofoortoppen. O. cerealis heeft korte, doorzichtige tot iets bruingekleurde conidioforen en O. chlamydosporicum heeft dikwamdige, bruingekleurde chlamydosporen. De anamorfe vorm van Myxotrichum arcticum produceert ook een krans van enkelvoudige of ingekorte kettingen op de top van de conidiofoor.
De conidia zijn doorzichtig tot donker gekleurd en lensvormig, rond, halfrond, spoelvormig, cilindrisch, tonvormig, peervormig of onregelmatig van vorm. Het oppervlak van het conidium kan wrattig, gedeukt, gerimpeld, netvormig zijn of kan kleine uitgroeiingen of stekeltjes hebben. Rasterelektronenmicroscopisch (SEM) onderzoek heeft laten zien dat de oppervlakte structuren veroorzaakt worden door de aanwezigheid van een perisporemembraan afkomstig van de wand van de conidiogene hyfe.

## Geslachtelijke stadium
Het ronde ascocarp is een gymnothecium. Dat is een naakte ascocarp, zo genoemd omdat het niet bedekt wordt door een beschermende laag, zoals een peridium of een pseudoparenchymatisch weefsel. De buitenste hyfen vormen borstels, de zogenaamde setae. Deze bestaan uit stralen dikwandige, gekleurde, stijve hyfen. Als het sporenzakje bewogen wordt door bijvoorbeeld wind, water, mijten of insecten, vallen de sporen door openingen tussen de stralen van het hyfenvlechtwerk naar buiten. Myxotrichum deflexum produceert een rozerood pigment, dat op papier vlekken achterlaat.

## Claden
Claden:
| Myxotrichum | \| \| Myxotrichum aeruginosum \| \| \| \| \| \| Myxotrichum ochraceum \| \| \| \| \| \| Myxotrichum chartarum \| \| \| \| \| \| Myxotrichum cancellatum \| \| \| \| \| \| Myxotrichum deflexum \| \| \| \| \| \| Myxotrichum berkeleyi \| \| \| \| \| \| Myxotrichum herbariense \| \| \| \| \| \| Myxotrichum setosum \| \| \| \| \| \| Myxotrichum stipitatum \| \| \| \| |
|             | \| \| Myxotrichum aeruginosum \| \| \| \| \| \| Myxotrichum ochraceum \| \| \| \| \| \| Myxotrichum chartarum \| \| \| \| \| \| Myxotrichum cancellatum \| \| \| \| \| \| Myxotrichum deflexum \| \| \| \| \| \| Myxotrichum berkeleyi \| \| \| \| \| \| Myxotrichum herbariense \| \| \| \| \| \| Myxotrichum setosum \| \| \| \| \| \| Myxotrichum stipitatum \| \| \| \| |
|             | Oidiodendron |
|             | |
|             | Malbranchea |
|             | |
|             | Gymnostellatospora |
|             | |
|             | Byssoascus |
|             | |
|             | Myxotrichum aeruginosum |
|             | |
|             | Myxotrichum ochraceum |
|             | |
|             | Myxotrichum chartarum |
|             | |
|             | Myxotrichum cancellatum |
|             | |
|             | Myxotrichum deflexum |
|             | |
|             | Myxotrichum berkeleyi |
|             | |
|             | Myxotrichum herbariense |
|             | |
|             | Myxotrichum setosum |
|             | |
|             | Myxotrichum stipitatum |
|             | |

|  | Myxotrichum aeruginosum |
|  |                         |
|  | Myxotrichum ochraceum   |
|  |                         |
|  | Myxotrichum chartarum   |
|  |                         |
|  | Myxotrichum cancellatum |
|  |                         |
|  | Myxotrichum deflexum    |
|  |                         |
|  | Myxotrichum berkeleyi   |
|  |                         |
|  | Myxotrichum herbariense |
|  |                         |
|  | Myxotrichum setosum     |
|  |                         |
|  | Myxotrichum stipitatum  |
|  |                         |